# Remasterizarea programelor
Remasterizarea programelor este dezvoltarea programelor care recrează programe de sistem și aplicații în același timp incorporând personalizări, cu intenția că programul e copiat și rulat altundeva pentru uz "în afara etichetei".